# Potomac Heights
Potomac Heights és una concentració de població designada pel cens dels Estats Units a l'estat de Maryland. Segons el cens del 2000 tenia 1.154 habitants.

## Demografia
Segons el cens del 2000, Potomac Heights tenia 1.154 habitants, 543 habitatges, i 312 famílies. La densitat de població era de 394,3 habitants per km².
Dels 543 habitatges en un 24,7% hi vivien nens de menys de 18 anys, en un 38,5% hi vivien parelles casades, en un 13,1% dones solteres, i en un 42,5% no eren unitats familiars. En el 39% dels habitatges hi vivien persones soles el 22,3% de les quals corresponia a persones de 65 anys o més que vivien soles. El nombre mitjà de persones vivint en cada habitatge era de 2,13 i el nombre mitjà de persones que vivien en cada família era de 2,81.
Per edats la població es repartia de la següent manera: un 21,7% tenia menys de 18 anys, un 7% entre 18 i 24, un 29,6% entre 25 i 44, un 20,4% de 45 a 60 i un 21,3% 65 anys o més.
L'edat mediana era de 40 anys. Per cada 100 dones de 18 o més anys hi havia 78,7 homes.
La renda mediana per habitatge era de 35.556 $ i la renda mediana per família de 45.833 $. Els homes tenien una renda mediana de 34.837 $ mentre que les dones 29.722 $. La renda per capita de la població era de 19.656 $. Entorn del 5,2% de les famílies i el 7% de la població estaven per davall del llindar de pobresa.

## Poblacions properes
El següent diagrama mostra les poblacions més properes.